# Exposition nationale des beaux-arts (Espagne)

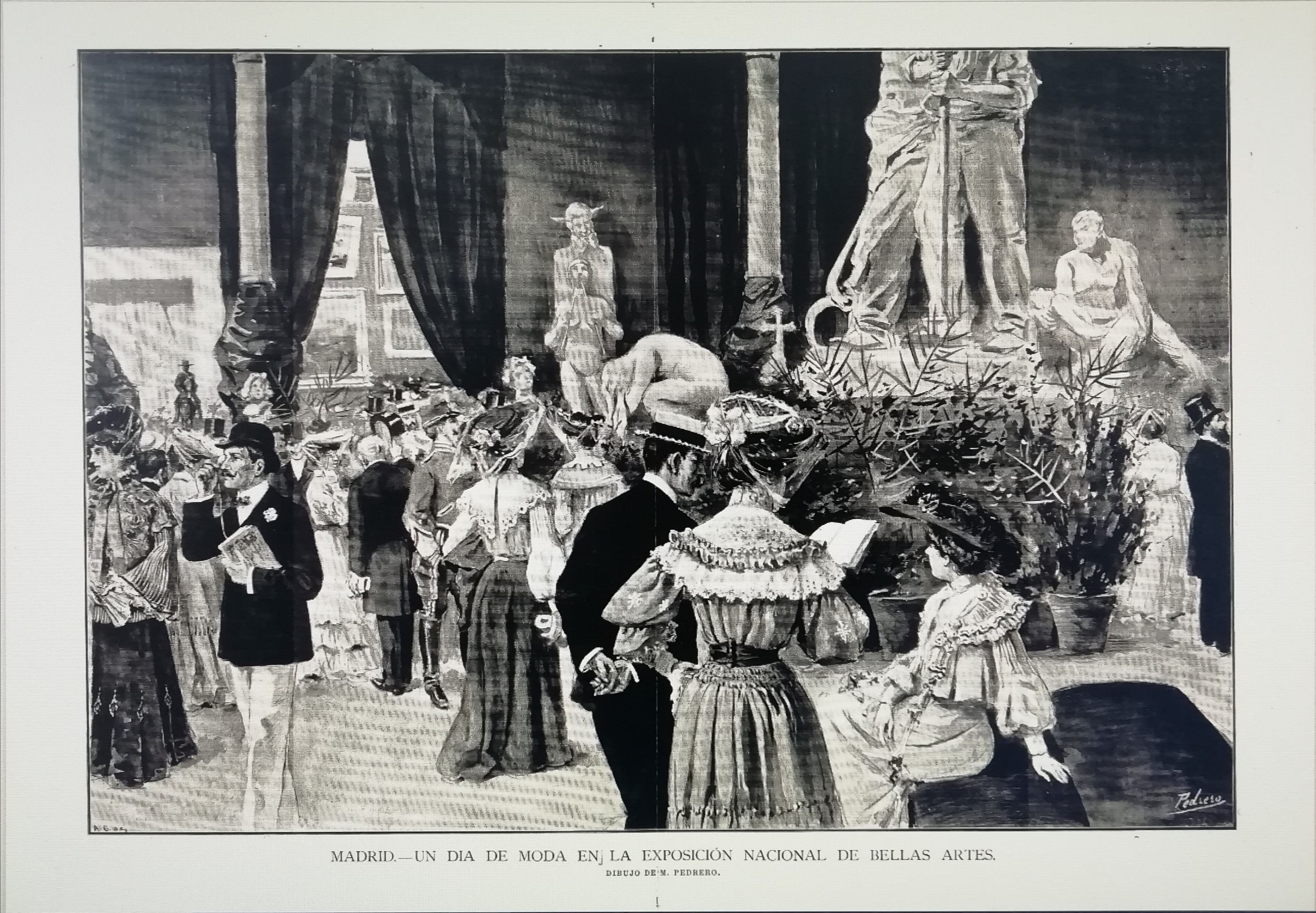
Public à l'exposition nationale des beaux-arts de 1904. Illustration de Mariano Pedrero pour La Ilustración Española y Americana.

L’Exposition nationale des beaux-arts était un événement qui avait régulièrement eu lieu en Espagne et particulièrement à Madrid de la deuxième moitié du XIXe siècle à la deuxième moitié du XXe. Ces expositions sous forme de concours sont instaurées par le Décret royal d'Isabelle II du 28 décembre 1853. C'était la plus grande exposition officielle d'art espagnol à laquelle prenaient part des artistes vivants.
Elles ont été initialement structurées en cinq sections : Peinture, Sculpture, Gravure, Architecture et Arts décoratifs. Cependant, la section de Peinture était la plus importante, suivie de celles de Sculpture et d'Architecture.
Ces Expositions, d'après ce qu'a établi le décret de leur fondation, devaient être des biennales, mais elle n'eurent pas de périodicité constante.
Les Expositions nationales aidèrent l'art espagnol (es) à se redévelopper. Elles étaient devenues l'un des événements socioculturels les plus déterminants du XIXe siècle dans le monde de l'art.

## Proposition et origine
L'Espagne part du constat du manque de représentation dans diverses expositions internationales et des critiques envers les beaux-arts de cette époque pour laquelle on annonçait la décadence de l'art en Espagne, principalement à cause de la disparition de l'ancien système de mécénat due à la moindre capacité acquisitive de l'Église, après le désamortissement et les changements de tendance de l'aristocratie du moment.
Dans le nouvel état libéral, les fonctions du trône devaient être substituées et transformées par l'État. En 1851, la revue parisienne L'Illustration notait le manque de représentation espagnole lors de l'Exposition internationale des beaux-arts de Bruxelles avec le titre « L'Espagne n'existe plus ! ».
L'implantation difficile du libéralisme en Espagne concernait également la création d'un marché pour l'art. Dans les expositions modernes qui apparaissent dans les pays industrialisés comme la France, la Belgique ou l'Angleterre, interviennent de manière décisive l'égalité des chances, aussi bien pour l'artiste que pour le public et la critique. Le modèle en ceci est le Salon de peinture et de sculpture de Paris, qui favorise la professionnalisation et la compétitivité avec ses règlements, jurés, prix et acquisitions officielles, facilite l'intervention du public connaisseur et l'apparition de la critique spécialisée comme, les rendant déterminant pour établir la hiérarchie et la qualité des artistes, qui doivent prouver ce qu'ils valent à chaque concours (alors qu'une première reconnaissance était avant suffisante pour se faire un statut).
Dans une proposition dirigée au Congrès des députés en 1851, le peintre José Galofré y Coma (es) défendit le besoin d'organiser des expositions annuelles. La proposition fut acceptée un peu plus tard par le ministre de l'Équipement, Agustín Esteban Collantes (es) : en effet, dans le préambule du Décret royal d'Isabelle II du 28 décembre 1853, était justifiée la création des Exposiciones Nacionales de Bellas Artes par les arguments de Galofré et d'autres partisans de ces concours : l'importance sociale de l'art, son poids dans le patriotisme, sa capacité didactique, progressiste, sa situation déplorable du fait des changements socio-économiques, le besoin impératif de sa protection par l'État, mais sans nier sa liberté ni empêcher sa rentabilité économique.
L'objectif était de suivre le modèle étranger dans l'organisation des expositions financées par l'État. Les Expositions apparaissent donc pour protéger les arts, récompenser les œuvres et promouvoir les artistes afin qu'ils puissent recevoir des propositions privées ou publiques.
Elles restent sur cette dynamique jusqu'au début des années 1920, bien que la fréquence n'était pas constante : à certaines époques, elles se célébraient tous les deux ans ; à d'autres tous les trois ans. Il y eut de grands intervalles, causés par des guerres — comme la Guerre civile espagnole —, des commotions politiques, etc.
Les critères et les concepts établis au XIXe siècle devinrent ensuite obsolètes et la dernière exposition eut lieu en 1968.

## Sections
Toutes les Expositions ont contenu des sections de Peinture, Gravure, Sculpture et Architecture (sauf en 1929 pour cette dernière). La section d'Arts décoratifs n'a été qu'occasionnelle, puisqu'elle n'est apparue qu'à 13 occasions.

## Prix et lauréats

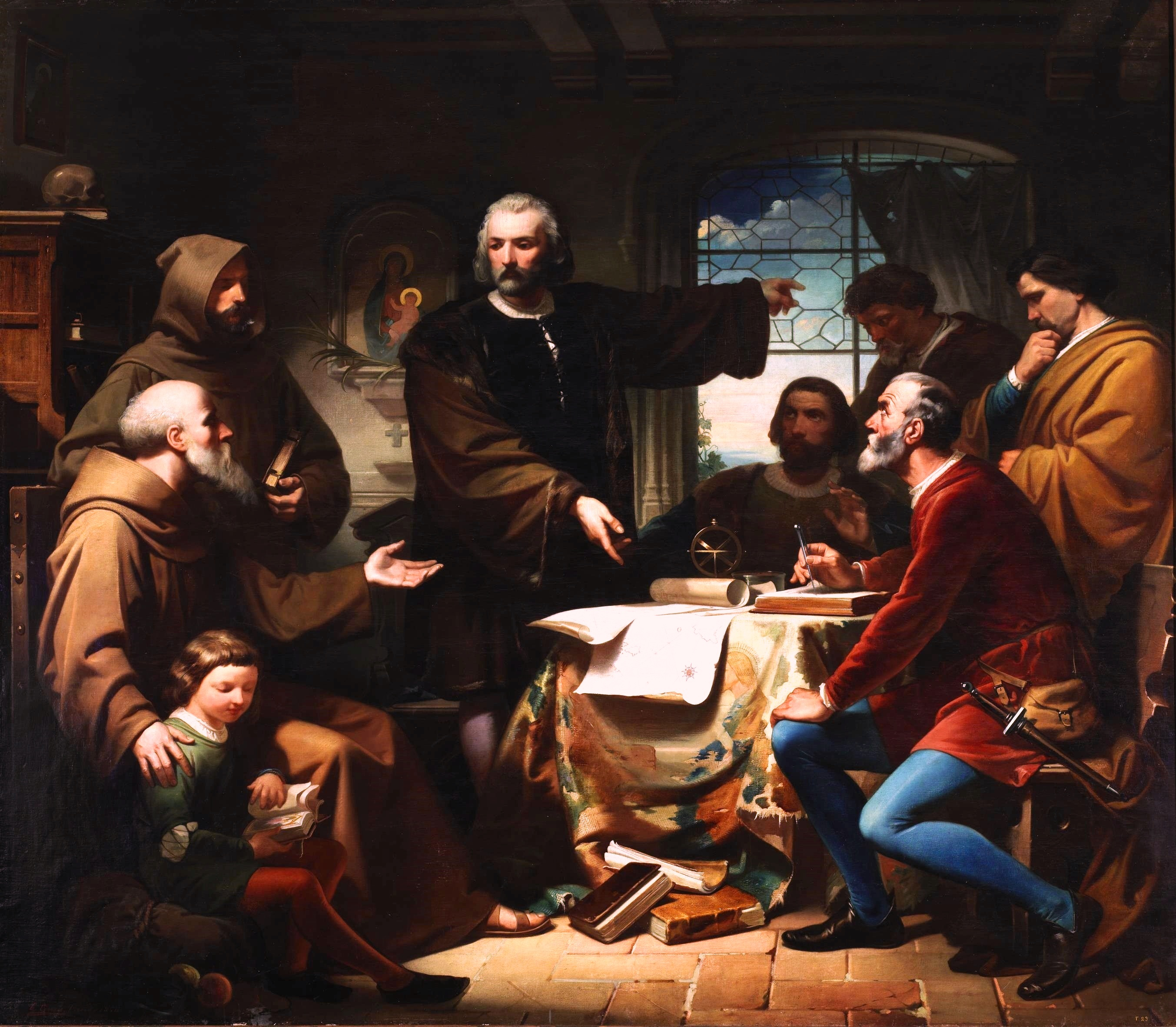
Cristóbal Colón en el convento de la Rábida d'Eduardo Cano (1856).

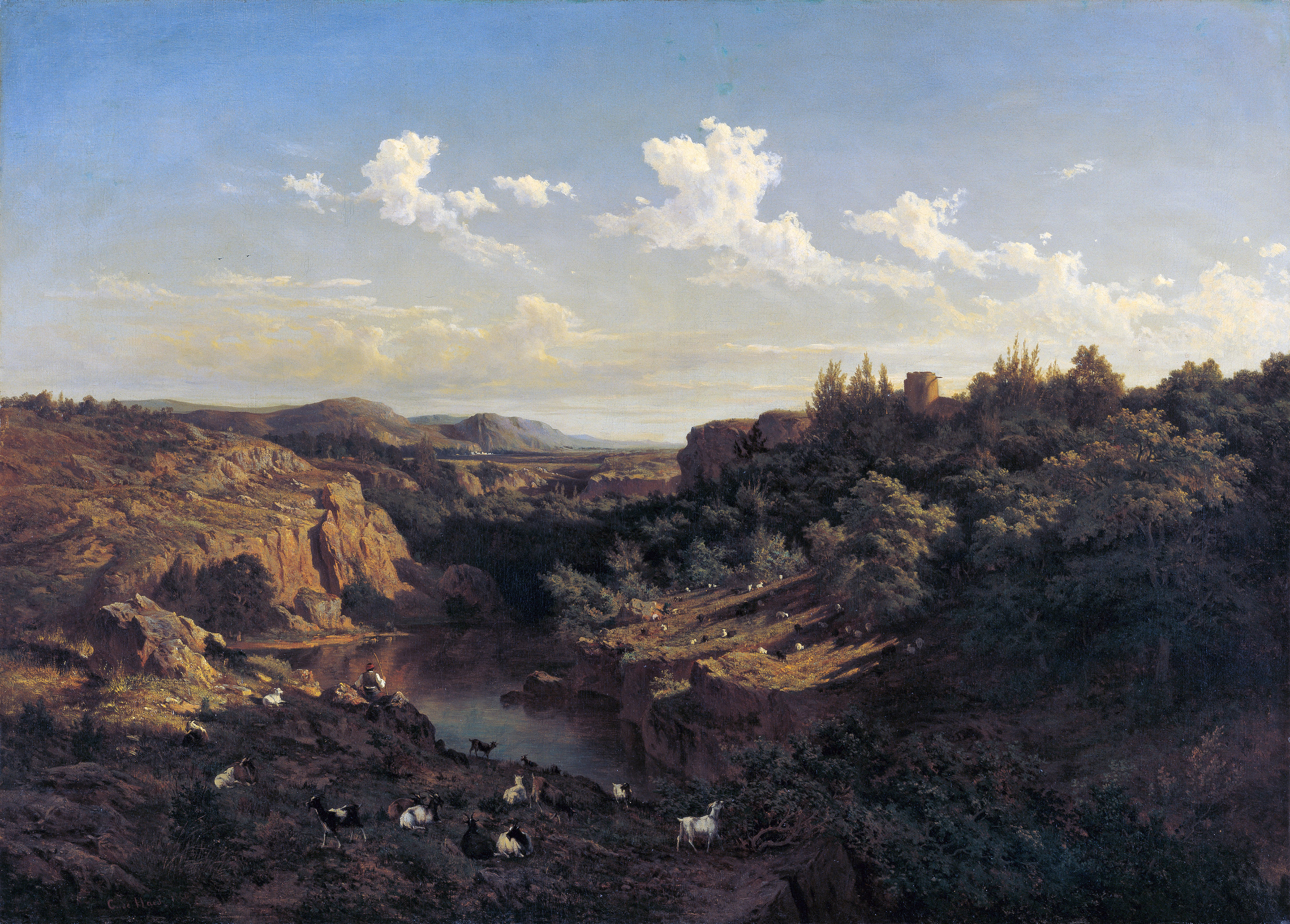
Vista de las cercanía del monasterio de Piedra de Carlos de Haes (1858).

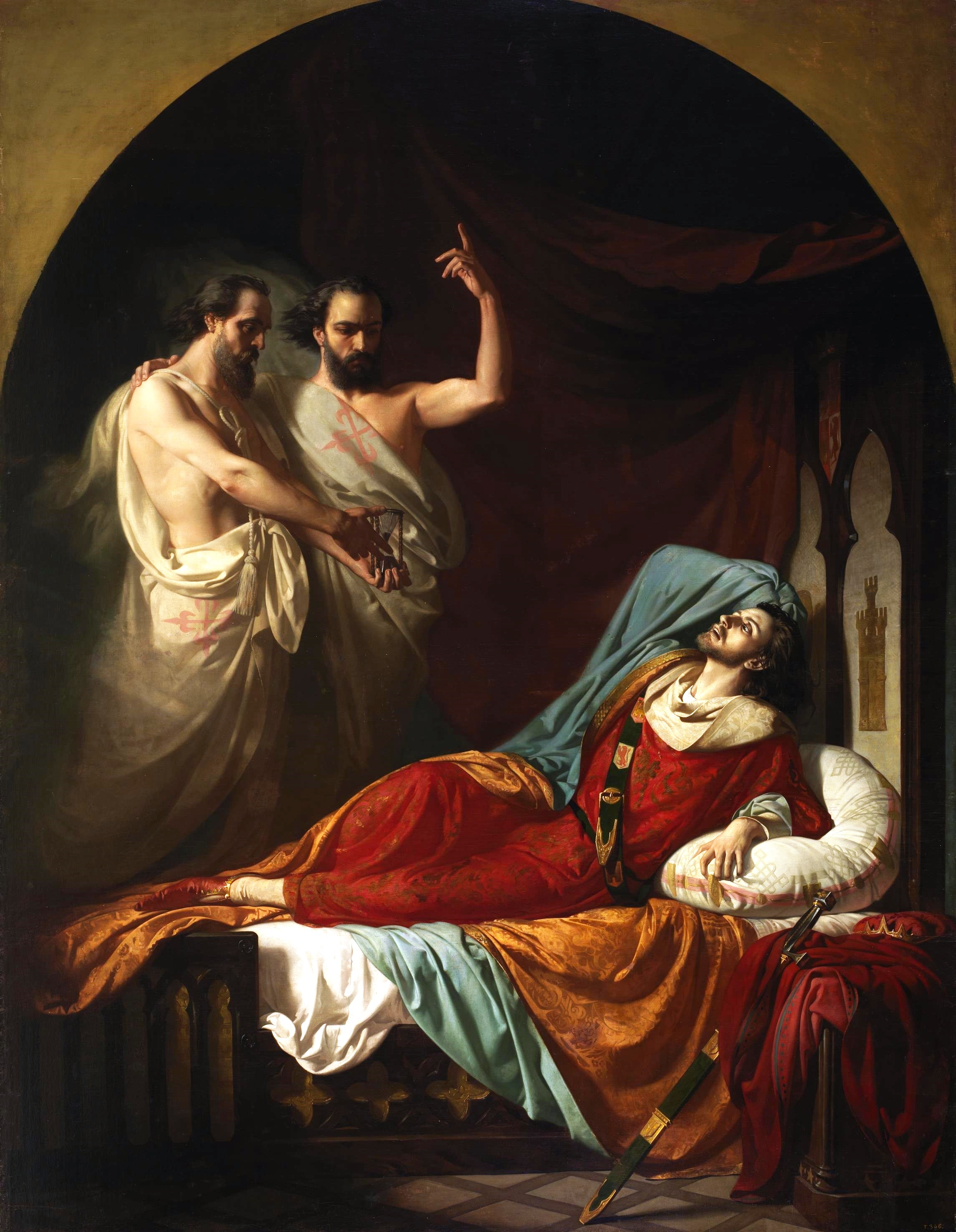
Últimos momentos de Fernando IV el Emplazado de José Casado del Alisal (1860).

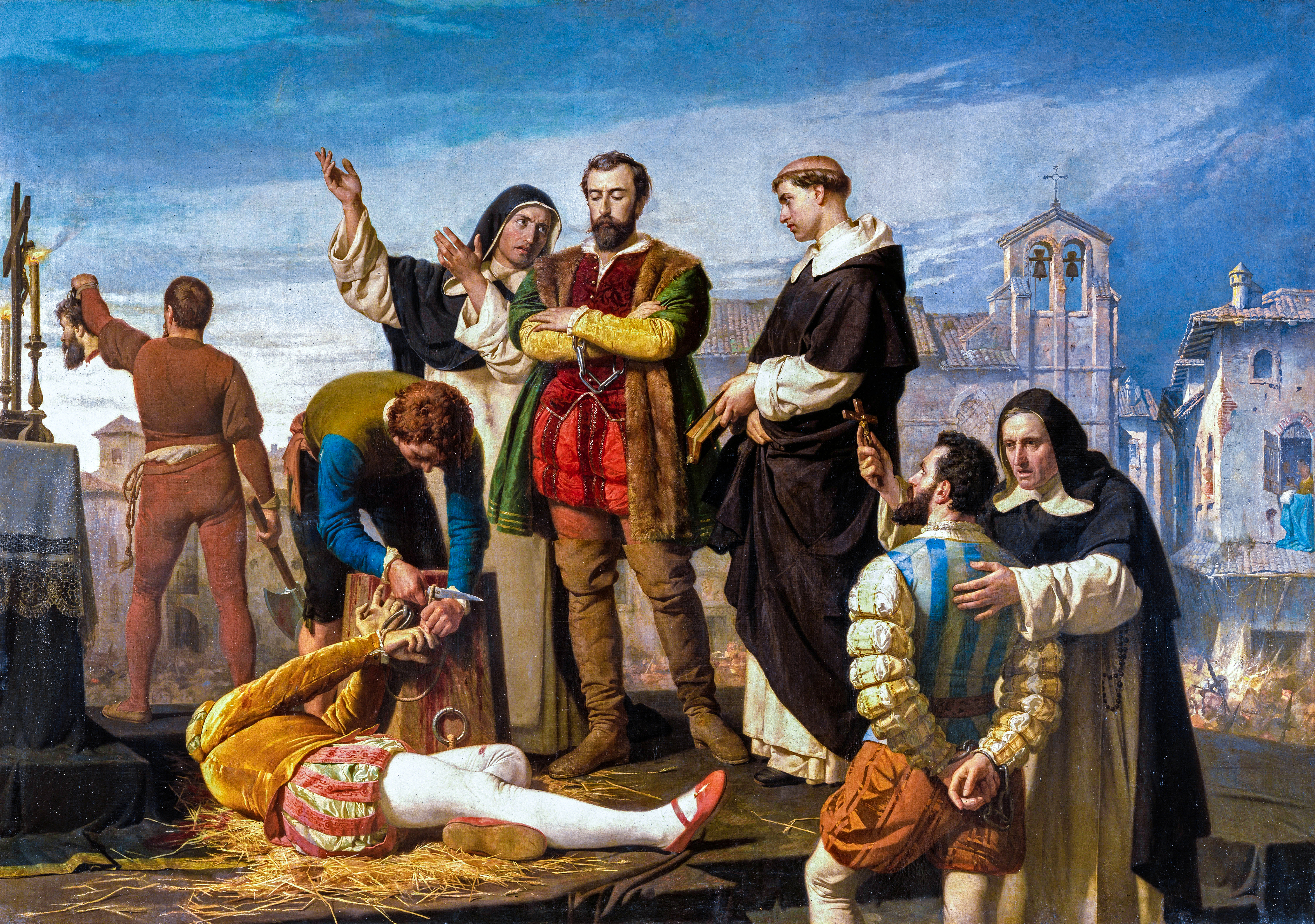
Los comuneros Padilla, Bravo y Maldonado en el patíbulo de Antonio Gisbert (1860).

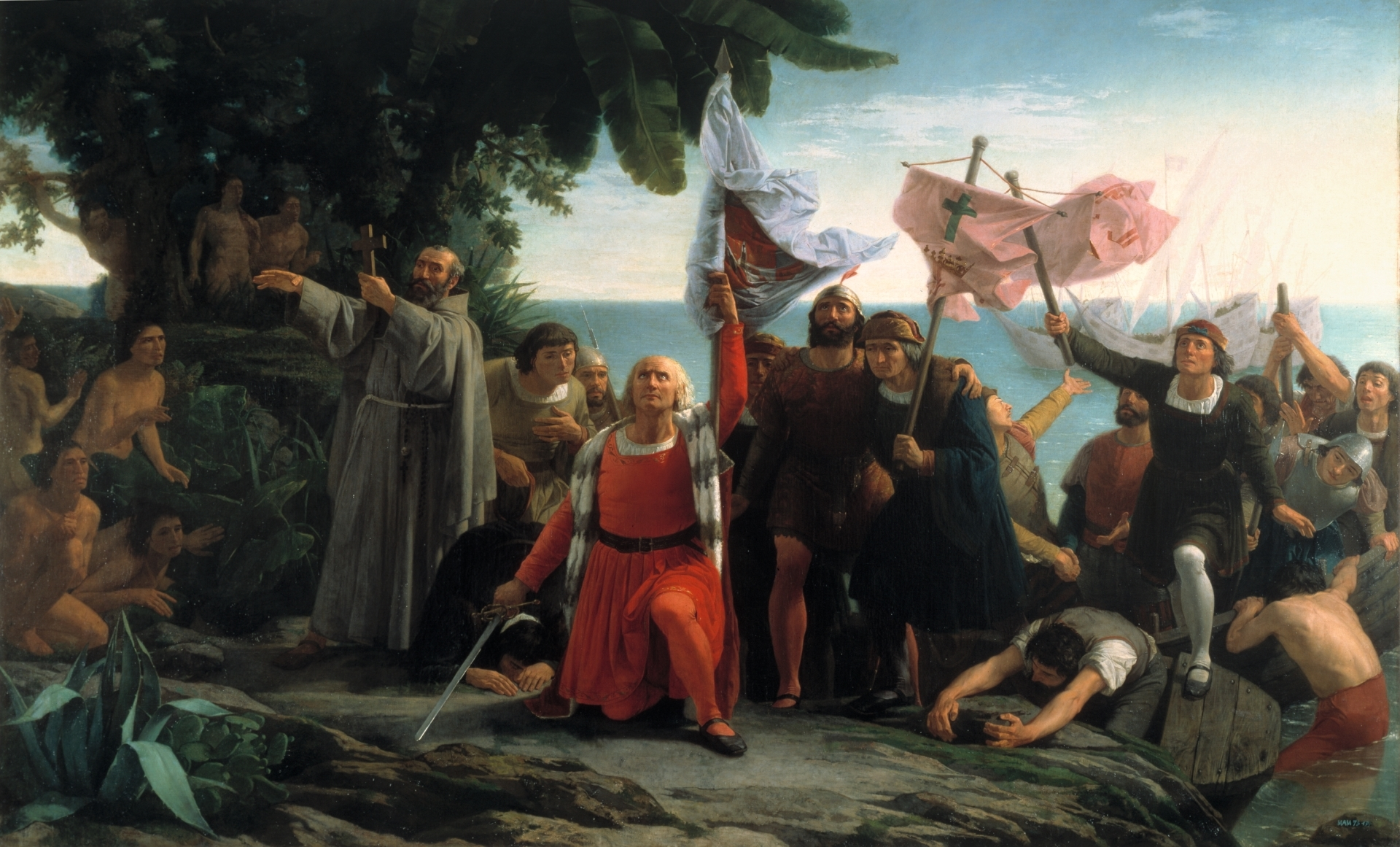
Primer desembarco de Cristóbal Colón en América de (1862).

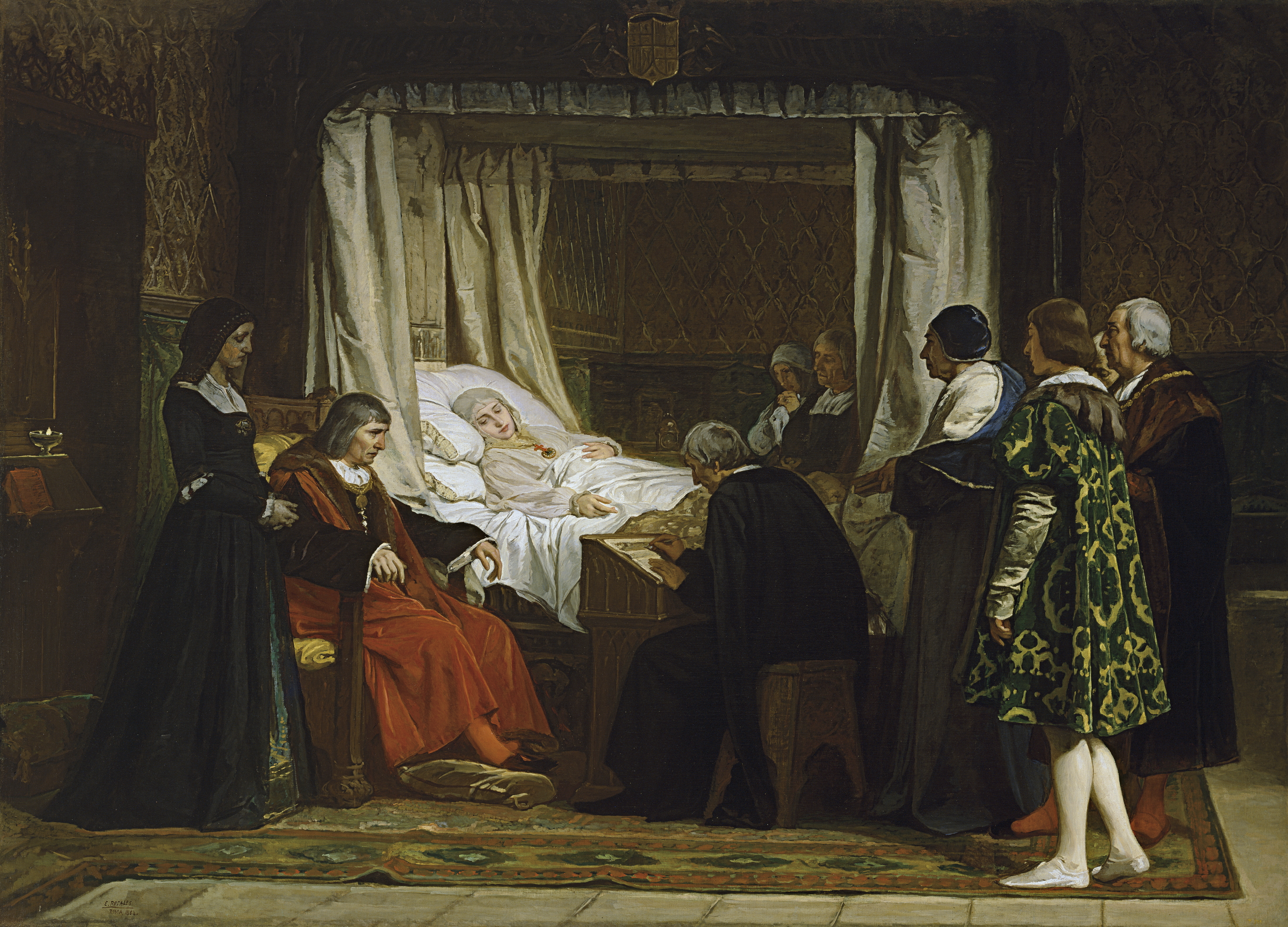
Isabelle la Catholique dictant son testament de Eduardo Rosales (1864).

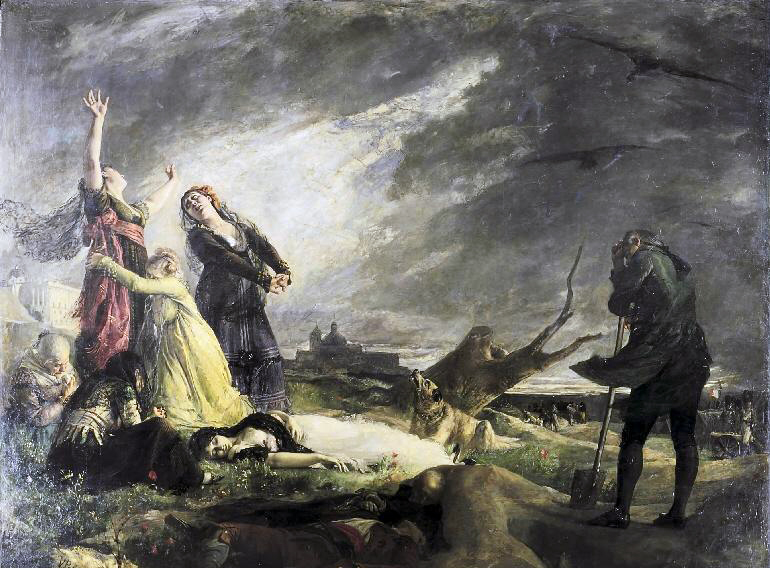
Los fusilamientos del tres de mayo en la montaña del Príncipe Pío de Vicente Palmaroli (1871).

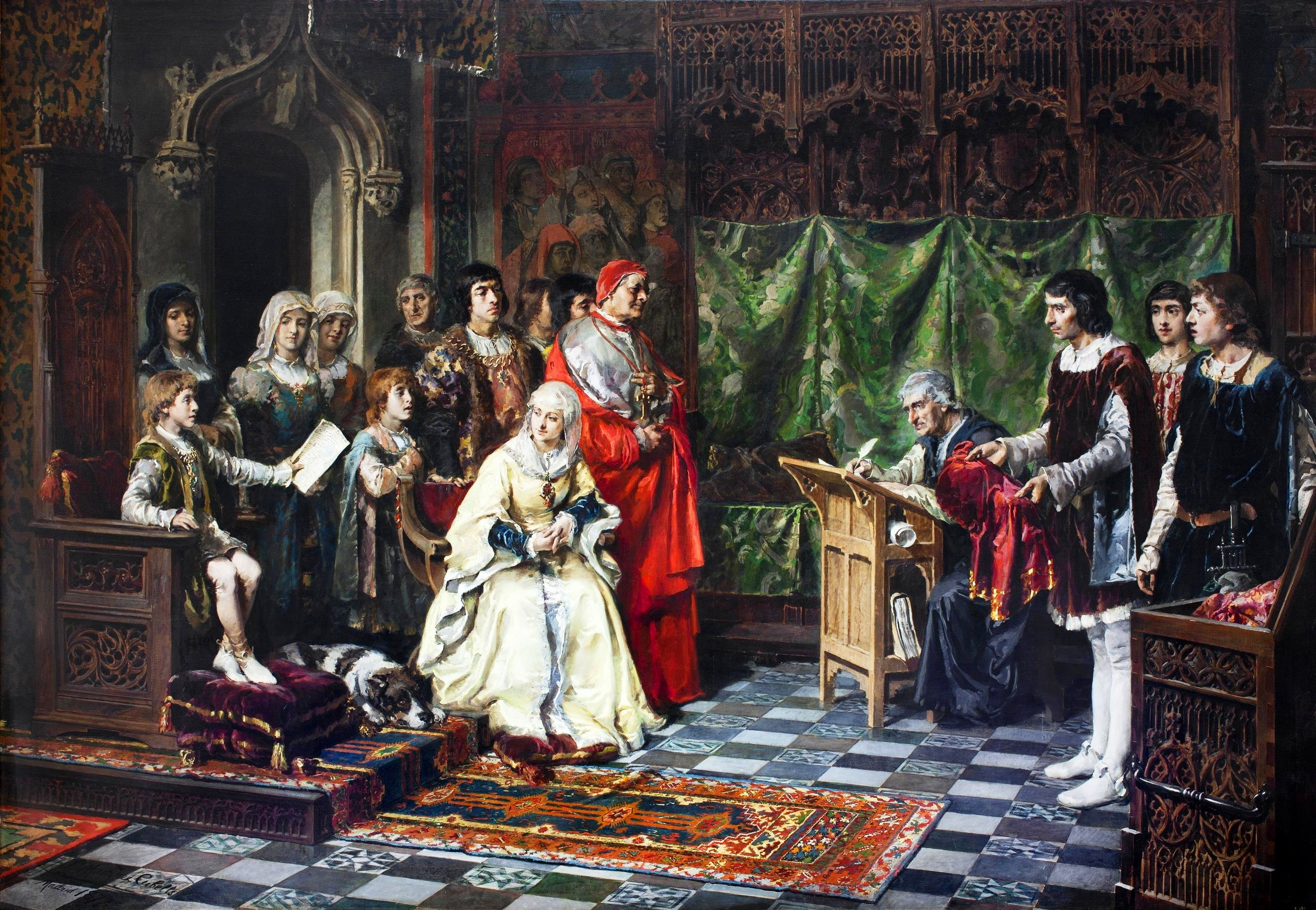
Educación del príncipe don Juan de Salvador Martínez Cubells (1878).

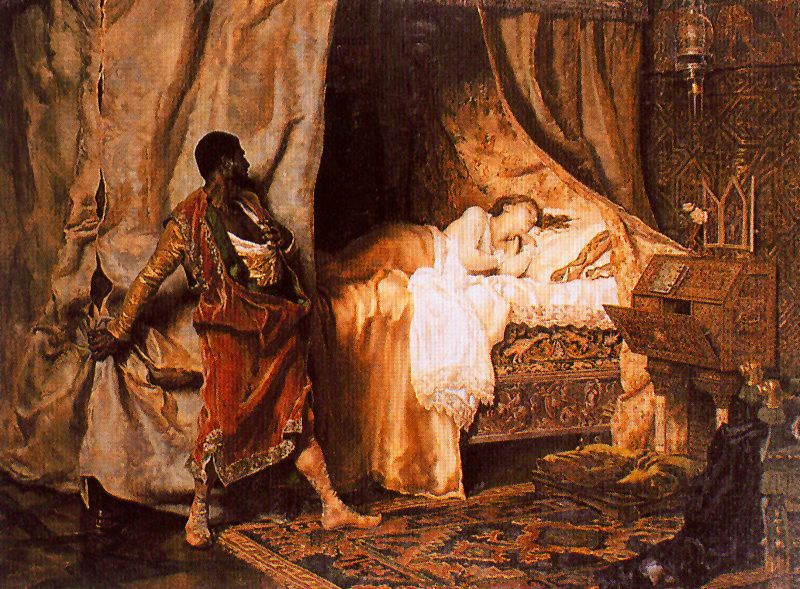
Otelo y Desdémona de Antonio Muñoz Degrain (1881).

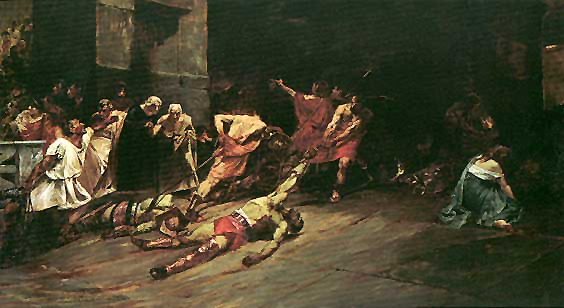
Spoliarium de Juan Luna (1884).

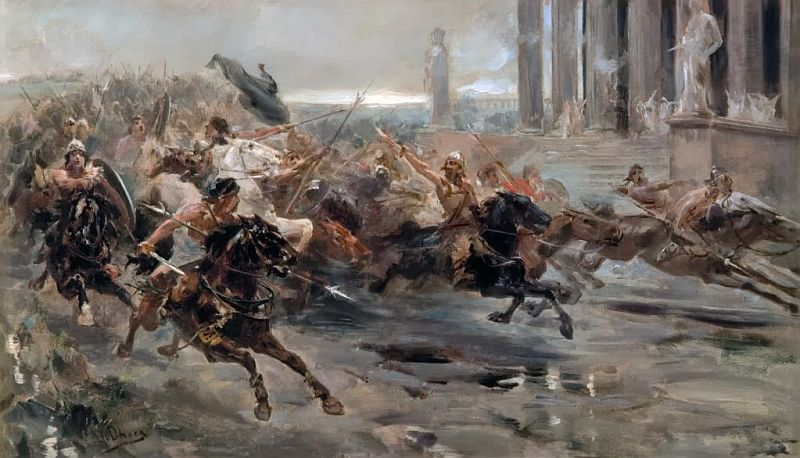
La invasión de los bárbaros de Ulpiano Checa y Sanz (1887).

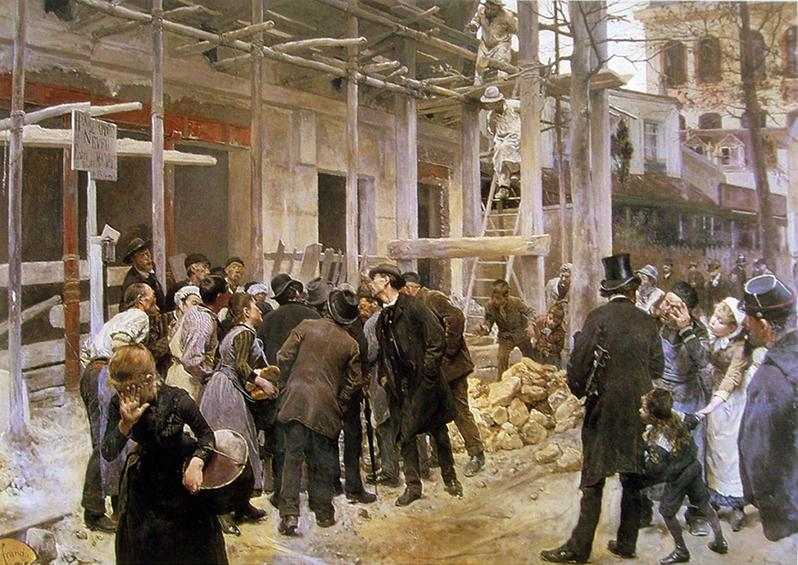
Una desgracia de José Jiménez Aranda (1890).

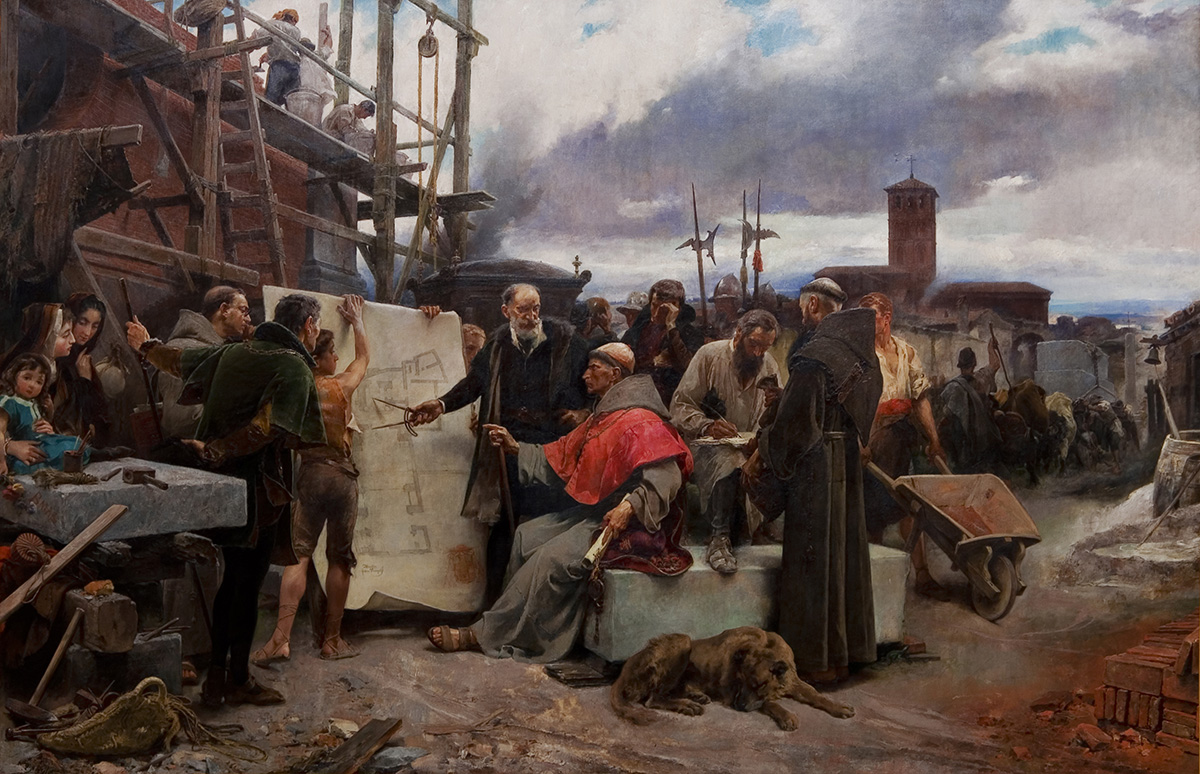
Cisneros, fundador del hospital de Illescas d' (1892).

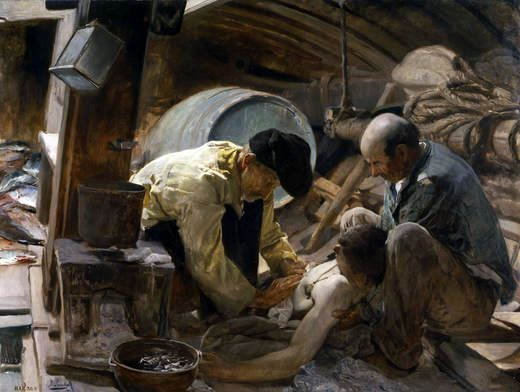
¡Aún dicen que el pescado es caro! de Joaquín Sorolla y Bastida (1895).

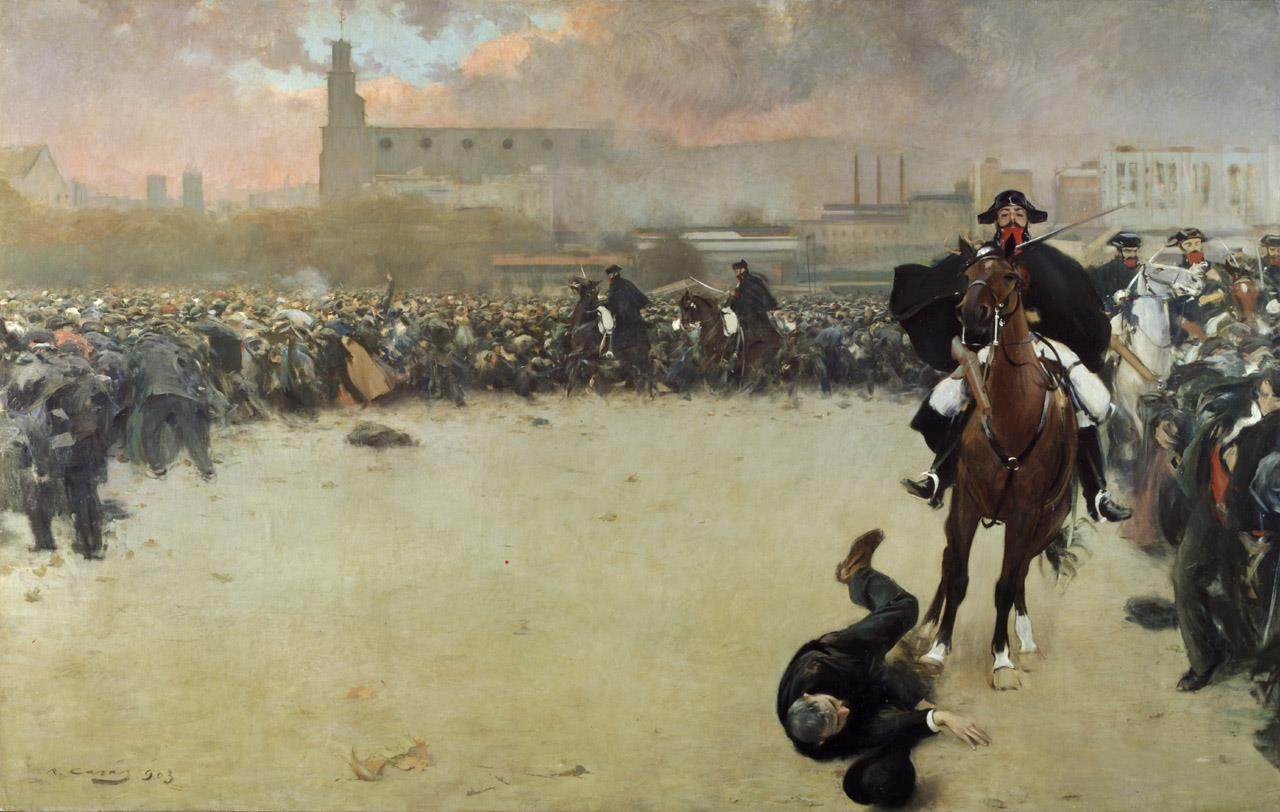
La Charge de Ramon Casas (1904).

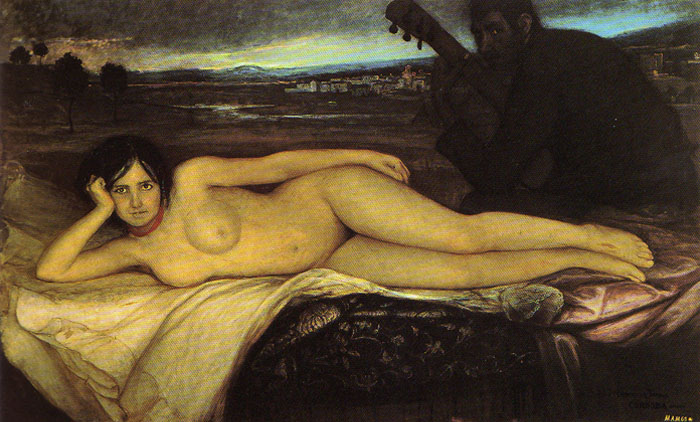
La Musa gitana de Julio Romero de Torres (1908).

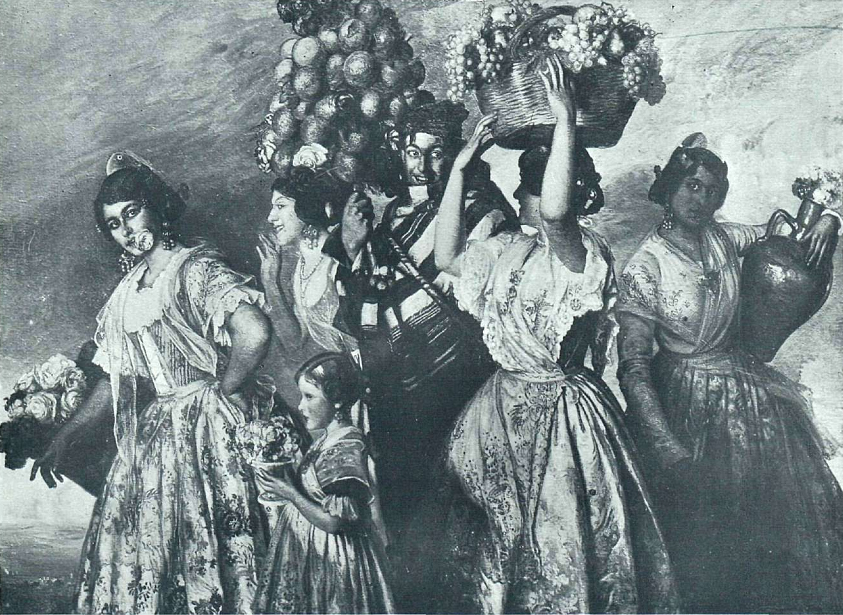
Floreal de (1915).

Les prix remis sont des médailles de « Première classe », « Deuxième classe » et « Troisième classe », ainsi que la médaille ou prix d'honneur, également appelée « Mention honorifique ».
Lors des concours de peinture, étaient présentées entre 300 et 500 œuvres (tandis que chacune des autres sections n'en comptait qu'environ 10 % de ce chiffre).
Lauréats de la médaille de Première classe du concours de peinture
- 1856 :
  - Eduardo Cano pour Cristóbal Colón en el convento de la Rábida (voir œuvre)
  - Luis de Madrazo pour Don Pelayo en Covadonga (voir œuvre)
- 1858 :
  - Eduardo Cano pour Entierro del condestable Don Álvaro de Luna (voir ébauche de l'œuvre)
  - Antonio Gisbert pour Últimos momentos del príncipe don Carlos (voir œuvre)
  - Carlos de Haes pour Vista de las cercanía del monasterio de Piedra (voir œuvre)
- 1860 :
  - Antonio Gisbert pour Les Comuneros Padilla, Bravo et Maldonado sur l'échafaud (voir œuvre)
  - José Casado del Alisal pour Últimos momentos de Fernando IV el Emplazado (voir œuvre)
  - Carlos de Haes pour Un paisaje: recuerdo de Andalucía (voir œuvre)
  - Dionisio Fierros pour Una romería en las cercanías de Santiago
  - Pablo Gonzalvo (es) pour Vista del Crucero de la Catedral de Toledo
- 1862 :
  - Alejo Vera (es) pour Entierro de San Lorenzo (voir œuvre)
  - Dióscoro Puebla (es) pour Primer desembarco de Cristóbal Colón en América (voir œuvre)
  - Germán Hernández Amores (es) pour Viaje de la Virgen y San Juan a Efeso (voir œuvre)
  - Vicente Palmaroli pour Una campesina de Nápoles llamada Pascuccia
  - Ignacio Suárez Llanos (es) pour Sor Marcela de San Félix viendo pasar el entierro de Lope de Vega, su padre (voir œuvre)
  - Carlos de Haes pour Paisaje en Losoya
  - Pablo Gonzalvo Pérez pour Capilla del Condestable en la catedral de Toledo
- 1864[2] :
  - Eduardo Rosales pour Isabelle la Catholique dictant son testament (voir œuvre)
  - Antonio Gisbert pour Desembarque de los puritanos en América del Norte (voir œuvre)
  - José Casado del Alisal pour La Reddition de Bailén (voir œuvre)
  - Pablo Gonzalvo Pérez pour l'intérieur des cours du royaume de Valence, l'ancienne salle capitulaire de la cathédrale de Valence et les tours et la porte de Serranos[3]
  - Julio Worms pour une œuvre inconnue
- 1867 :
  - Benet Mercadé (es) pour Traslación de San Francisco de Asís (voir œuvre)
  - Vicente Palmaroli pour Sermón en la Capilla Sixtina
  - Alejo Vera pour Un coro de monjas
  - Dióscoro Puebla pour Compromiso de Caspe[N 2] (voir œuvre)
- 1871 :
  - Eduardo Rosales pour Muerte de Lucrecia (voir œuvre)
  - Manuel Domínguez pour Muerte de Séneca
  - Francisco Domingo Marqués (es) pour Santa Clara (voir œuvre)
  - Vicente Palmaroli pour Los fusilamientos del tres de mayo en la montaña del Príncipe Pío (voir œuvre)
  - Alejo Vera pour Una señora pompeyana en el tocador
- 1876 : le jury déclare vacantes les médailles du prix de première classe.
- 1878 :
  - Alejandro Ferrant y Fischermans (es) pour El entierro de San Sebastián (voir œuvre)
  - Emilio Sala (es) pour Guillén de Vinatea, delante de Alonso IV, haciéndole revocar un contrafuero
  - Casto Plasencia (es) pour Origen de la República romana (voir œuvre)
  - Salvador Martínez Cubells pour Educación del príncipe don Juan (voir œuvre)
- 1881 :
  - Antonio Muñoz Degrain pour Otelo y Desdémona (voir œuvre)
  - Emilio Sala (es) pour Novus Ortus, alegoría del Renacimiento
  - José Moreno Carbonero (es) pour El príncipe don Carlos de Viana (voir œuvre)
- 1884 :
  - Juan Luna pour Spoliarium (voir œuvre)
  - Antonio Muñoz Degrain pour Los amantes de Teruel (voir œuvre)
  - José Moreno Carbonero pour Conversión del duque de Gandía (voir œuvre)
- 1887 :
  - Ricardo Villodas y de la Torre (es) pour Victoribus gloria
  - Ulpiano Checa y Sanz pour La invasión de los bárbaros (voir œuvre)
  - Francisco Javier Amérigo pour El saqueo de Roma
  - José Benlliure pour La visión del Coloseo
  - Salvador Viniegra pour La bendición del campo en 1800
  - Salvador Martínez Cubells pour Doña Inés de Castro
- 1890 :
  - Luis Álvarez Catalá (es) pour La silla de Felipe II en El Escorial
  - José Jiménez Aranda pour Una desgracia (voir œuvre)
  - Justo Ruiz Luna pour Combate naval de Trafalgar
- 1892 :
  - Francisco Javier Amérigo pour El derecho de asilo
  - Vicente Cutanda (es) pour Una huelga de obreros en Vizcaya
  - Alejandro Ferrant pour Cisneros, fundador del hospital de Illescas (voir œuvre)
  - José Garnelo (es) pour Cornelia (voir œuvre)
  - Luis Jiménez Aranda pour Una sala de hospital durante la visita del médico (voir œuvre)
  - Luis Menéndez Pidal (es) pour La cuna vacía
  - José Nogales Sevilla (es) pour Santa Casilda
  - Enrique Simonet pour Flevit super illam (voir œuvre)
  - Joaquín Sorolla pour ¡Otra Margarita! (voir œuvre)
  - Jaume Morera i Galícia pour Costa de Normandía
- 1895 :
  - Joaquín Sorolla pour ¡Aún dicen que el pescado es caro! (voir œuvre)
  - Alberto Plá y Rubio pour ¡A la guerra!
  - Modest Urgell pour El Pedregal, pueblo civilizado
- 1897 :
  - Ignacio Pinazo Camarlench (es) pour Retrato de don José María Mellado
  - Sebastián Gessa y Arias (es) pour Flores y frutas
- 1899 :
  - Luis Menéndez Pidal pour Salus infirmorum
  - Ignacio Pinazo pour La lección de memoria
  - Gonzalo Bilbao Martínez pour Mar de Levante
- 1901 :
  - Gonzalo Bilbao pour un ensemble d'œuvres
  - José María López Mezquita pour Cuerda de presos
- 1904 :
  - Eduardo Chicharro y Agüera pour El poema de Armida y Reinaldo
  - Ramon Casas pour La Charge (voir œuvre)
  - Enrique Martínez Cubells (es) pour Trabajo, descanso, familia
  - Manuel Benedito pour Canto VII del Infierno de Dante
- 1906 :
  - Fernando Álvarez de Sotomayor pour Los abuelos
  - Manuel Benedito pour Madre
  - Fernando Cabrera Cantó pour Al abismo...
  - Eliseo Meifrén y Roig (es) pour Oraciones, Pontevedra
- 1908 :
  - Eduardo Chicharro y Agüera pour Las tres esposas
  - José María Rodríguez-Acosta pour Gitanos del Sacro Monte
  - Julio Romero de Torres pour La Musa gitana (es) (voir œuvre)
  - Santiago Rusiñol pour Jardín de Aranjuez
- 1910 :
  - José María López Mezquita pour Retrato de los señores B. e hijos
  - Carlos Vázquez (es) pour El torero herido
  - Marceliano Santa María (es) pour Angélica y Medoro
  - Manuel Ramírez Ibáñez (es) pour Antes de clase
- 1912 :
  - Enrique Martínez Cubells pour La vuelta de la pesca
  - Elías Salaverría (es) pour La procesión del Corpus en Lezo
  - Santiago Rusiñol pour Fauno viejo
  - José María Rodríguez-Acosta pour l'ensemble de son œuvre
- 1915 :
  - José Ramón Zaragoza (es) pour Retrato de Mr. Th. S.
  - Enrique Galwey (es) pour Anochecer en el pinar
  - José Pinazo Martínez (es) pour Floreal (voir œuvre)
  - Ventura Álvarez Sala (es) pour El pan nuestro de cada día (voir œuvre)
- 1917 :
  - Joaquim Mir pour Aguas de Moguda
  - Eugenio Hermoso pour A la fiesta del pueblo
  - Valentín de Zubiaurre (es) pour Versolaris
- 1920 :
  - Julio Moisés pour Retrato
  - Álvaro Alcalá Galiano (es) pour La senda
- 1922 :
  - Francisco Llorens Díaz (es) pour Rías bajas
  - Fernando Labrada (es) pour Retrato
  - José Luis Gutiérrez Solana pour La vueta de la pesca
- 1924 :
  - Antonio Ortiz Echagüe (es) pour Jacovo van Amstel en mi casa
  - Ramón de Zubiaurre (es) pour El marino vasco Shanti-Andia el Temerario
  - Eduardo Martínez Vázquez (es) pour Las nieves del Cirbunal
- 1926 :
  - José Bermejo pour El cafetín
  - José Cruz Herrera pour La ofrenda de la cosecha
  - Aurelio García Lesmes (es) pour Campos de Zaratán
- 1929 :
  - Joaquín Mir pour Paisaje
  - Santiago Rusiñol pour Almendros en flor
  - José Gutiérrez Solana pour Las coristas
  - José Aguiar pour Mujeres del Sur
  - Francisco Soria Aedo (es) pour Nochebuena en la aldea
- 1930 : Juan Ángel Gómez Alarcón pour Borja
- 1932 :
  - Aurelio Arteta (es) pour Los hombres del mar
  - Joaquín Valverde Lasarte (es) pour Ayer
  - Timoteo Pérez Rubio (es) pour Paisaje de Normandía
- 1936 : Inaugurée le 4 juillet, elle ne pourra être menée à son terme à cause de l'éclatement de la Guerre civile espagnole.
- 1941 :
  - Julia Minguillón pour La escuela de Doloriñas
  - Francisco Núñez Losada pour Valle de Liébana
  - José Suárez Peregrín pour Los caminantes de Emáus
- 1943 :
  - Juan Luis López pour Mujeres marineras
  - Luis Muntané pour Desnudo
  - Benjamín Palencia pour Toledo
  - José Frau pour Naturaleza
- 1945 :
  - Agustín Segura (es) pour Camerino
  - Mariano Sancho pour Retratos
  - Luis Mosquera pour Disfraces
  - Gregorio Toledo (es) pour Visita
  - Rafael Pellicer (es) pour Adán y Eva
- 1948 :
  - Genaro Lahuerta (es) pour Retrato del escritor Azorín
  - Adelardo Covarsí (es) pour El montero de Alpotreque
  - Juan Miguel Sánchez (es) pour La lección de los seises

Il y a eu d'autres Expositions jusqu'en 1968, mais nous ne disposons d'aucune information pour compléter cette liste.
À noter que la peinture n'était pas la seule discipline représentée : la gravure l'était également, avec notamment le médaillé Domingo Martínez,.